# Sådan Er Reglerne
Sådan Er Reglerne er et musikalbum udgivet i 1998 af Den Gale Pose.
Albummet vandt "Årets Danske Rap Udgivelse" ved Danish Music Awards i 1999.

## Spor
1. "80er Stil"
2. "Proletar superstar"
3. "Spændt Op Til Lir"
4. "Bonnie & Clyde"
5. "Rygter"
6. "Sådan er Reglerne"
7. "To Sprog"
8. "Den Dræbende Joke"
9. "3400 FM"
10. "Cruise control"
11. "Super Jay"
12. "Psykedelisk Barbeque"
13. "Es, Konge, Joker"
14. "Spændt op til Lir (remix)"
15. "Outro"